# Leif Erichsen
Leif Erichsen (Drammen, 15 de outubro de 1888 — 4 de março de 1924) foi um velejador norueguês, medalhista olímpico. Ele competiu nos Jogos Olímpicos de Verão de 1920 na classe 6 Metre e conquistou a medalha de prata na disputa realizada segundo as regras de 1907 a bordo do Marmi com Einar Torgersen e Andreas Knudsen.